# Guntram de Borgonya
Guntram, o en franc antic Gundkramn, (ca, 532 - Chalon-sur-Saône, 592) fou un rei merovingi de Borgonya, primer del seu nom, des del 561 fins a la seva mort. Va ésser canonitzat i és venerat com a sant al si de l'Església catòlica.

## Vida

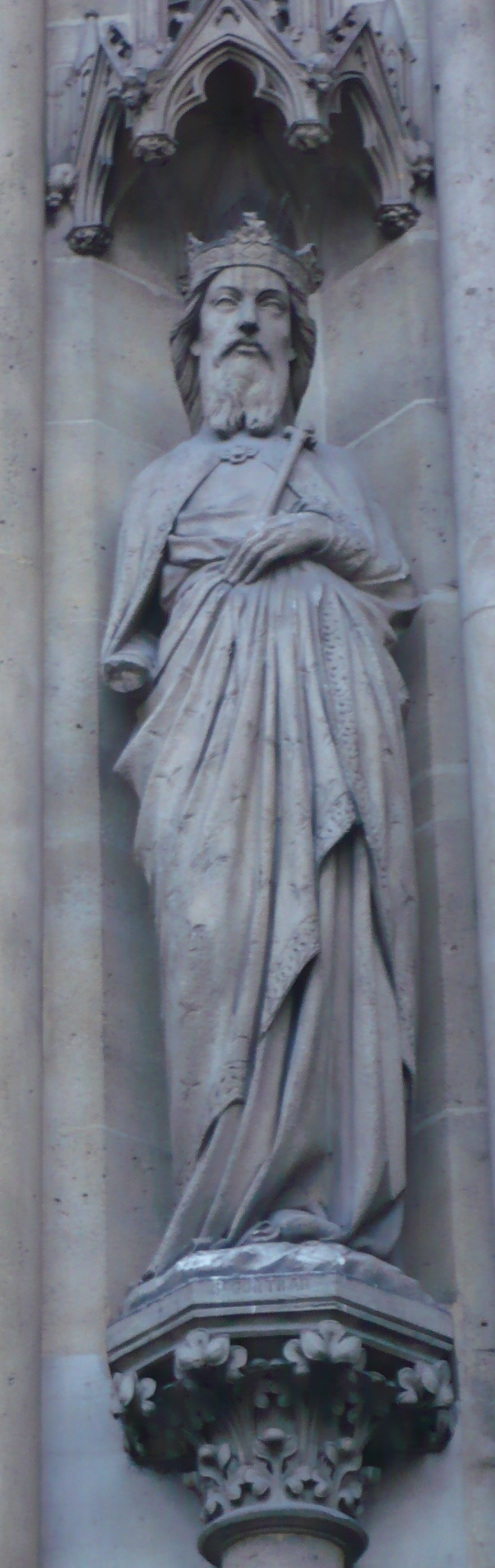
Escultura a la portada de Sainte-Clotilde de París

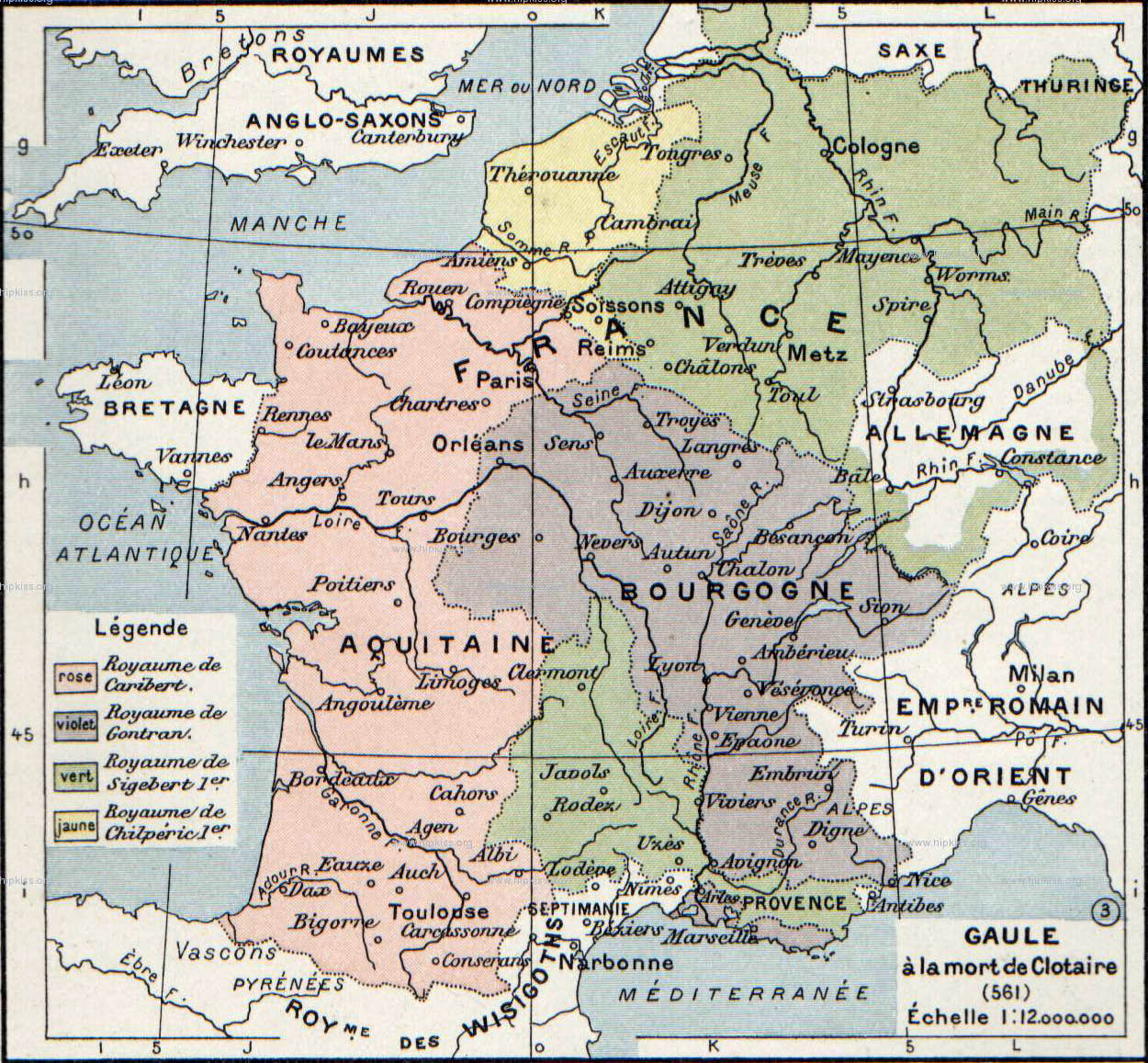
Divisió del regne dels francs a la mort de Clotari; la part que rebé Guntram és la de color lila.

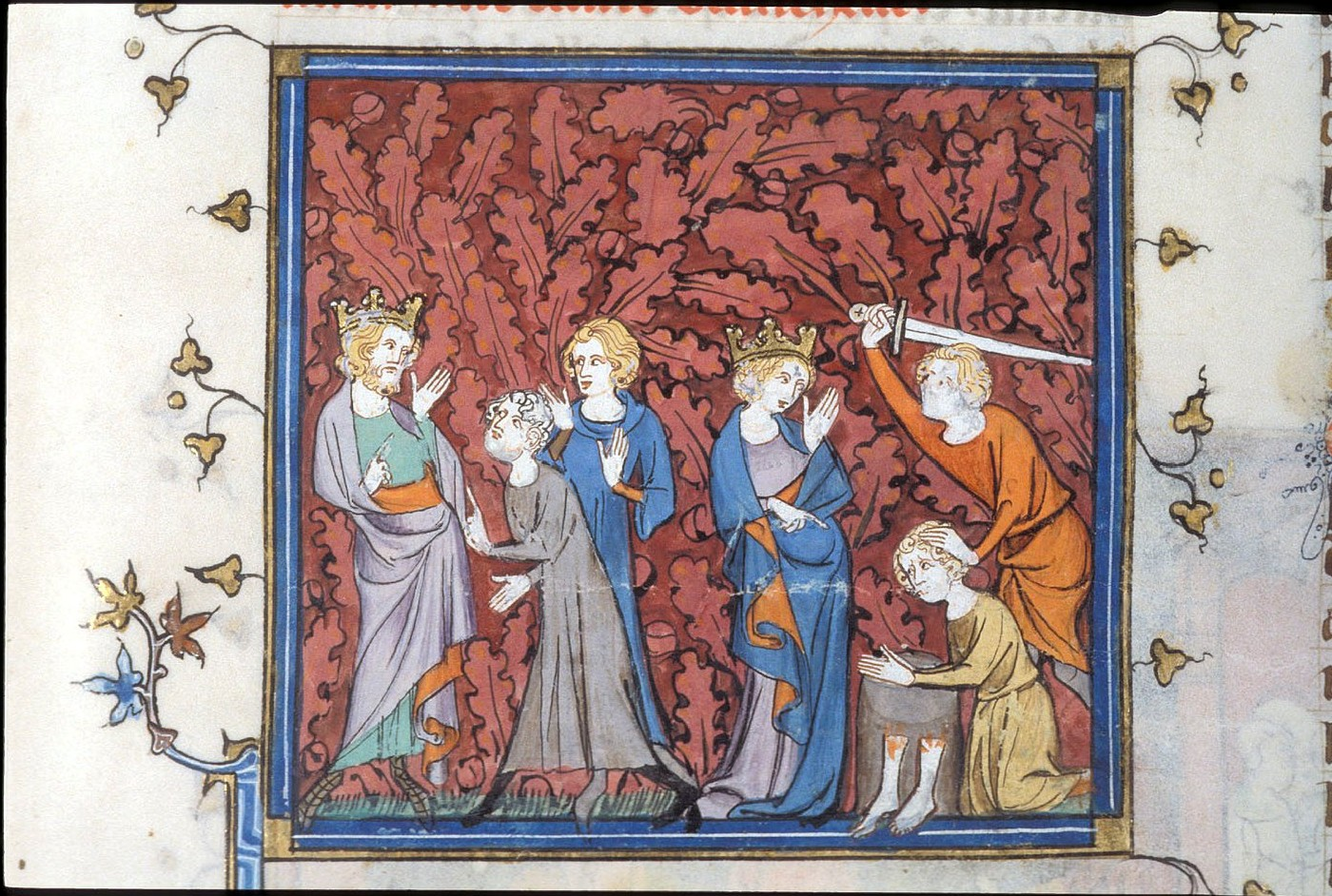
Un pobre avisa Guntram; a la dreta, Fredegonda ordena el càstig d'Oleric; miniatura del s. XIV

Guntram va ésser el segon fill del rei dels francs Clotari I i la seva esposa Ingunda que sobrevisqué el pare. El 556 ell i el seu germà gran Caribert van liderar els exèrcits francs contra Khramn, un altre germà que s'havia revoltat. Khramn s'estava amagant a Occitània, però una violenta tempesta primer i unes cartes falses que Khramn va fer enviar als seus germans anunciant la falsa notícia de la mort del seu pare van impedir l'enfrontament entre els dos exèrcits.
L'any real de la mort de Clotari va ser 561, i aleshores el regne es va dividir entre tots els seus fills mascles supervivents d'acord amb els costums francs. A Guntram li correspongué el territori que havia governat el seu oncle Clodomir, corresponent a l'antic regne de Borgonya, amb capital a Orleans. La resta dels seus germans reberen Nèustria (Caribert), Austràsia (Sigebert) i Soissons (Khilperic).
Després d'un primer període de vida difusa, en el que mantingué diverses concubines en un breu espai de temps, desenvolupà una faceta religiosa i passà la resta dels seus anys penedint-se dels pecats comesos mitjançant dejunis, penitències i donacions a l'Església. Això li valgué un bon nom davant el principal cronista de l'època, el bisbe Gregori de Tours, i més endavant la canonització.
Segons Gregori, Guntram intentava governar d'acord amb els principis cristians i protegia els oprimits, cuidava els malalts i es preocupava per la seva gent. Era generós especialment en temps de fam i pesta, just en l'aplicació de la llei, i fins i tot li atribueix miracles.
L'any 567 el seu germà gran Caribert va morir i les seves terres (el regne de París) es van dividir entre els altres tres germans. L'any 573 esclatà una guerra entre els seus dos germans, Sigibert i Khilperic. El 575 entrà al conflicte al costat de Khilperic, però un any després canvià de bàndol a causa del caràcter de Khilperic. Khilperic es va retirar i Guntram es mantingué un ferm aliat de Sigibert i els seus fills: quan Sigibert va ser assassinat el mateix any i Khilperic va tornar a envair el seu regne, Guntram va enviar-hi el seu millor general al capdavant del seu exèrcit, obligant als neustrians a abandonar de nou Austràsia.
L'any 577 els seus dos fills Clotari i Clodomir van morir de disenteria, i va adoptar el fill de Sigibert i nebot seu, Khildebert, com a hereu.
Combaté els llombards, els bretons i els visigots. Va morir a Chalon-sur-Saône el trenta-tresè any del seu regnat, en 592, i el seu regne passà al seu fill adoptiu Khildebert I.

## Veneració
Va ser enterrat a l'església de Sant Marcel a Chalon, que ell mateix havia fundat. El seu poble el va considerar sant poc després de mort, per la defensa que feia dels oprimits i l'atenció que va donar als malalts. Fou proclamat sant i l'Església en fixà la festa el 28 de març. Els hugonots van profanar la seva tomba al segle xvi, dispersant-ne les restes, de les que només se salvà el crani, que avui es guarda en un reliquiari d'argent.